# 中村正義の美術館
中村正義の美術館（なかむらまさよしのびじゅつかん）は、川崎市麻生区にある私立の美術館。
1988年9月に日本画家、中村正義の住まいを美術館としてオープン。開館は不定期。

## 概要
舞妓シリーズや顔シリーズが展示されている。
画家の中村正義が晩年の16年間を過ごした篠原一男設計による「直方体の森」が美術館となった。
「この家で正義が描いたものを見てもらいたい」という遺族の意向によりオープン。